# District de Bukit Mabong
Le district de Bukit Mabong (malais : Daerah Bukit Mabong) est un district administratif de l'État malaisien du Sarawak, qui fait partie de la Division de Kapit. La capitale du district est dans la ville de Bukit Mabong.

## Administration
Le district de Bukit Mabong est administré par le bureau du district de Bukit Mabong. La limite administrative du district de Bukit Mabong part de la zone de Batu Bansu jusqu'à la zone en amont, comprenant 3 villages qui étaient auparavant sous l'administration du district de Belaga, à savoir Long Busang, Long Unai et Sang Anau. Le district de Bukit Mabong a une superficie d'environ 11 976 kilomètres carrés et est habité par environ 22 145 personnes.

### Liens connexes
- Districts de Malaisie